# Air Europa
Air Europa Líneas Aéreas, S.A.U., действующая как Air Europa — третья по величине авиакомпания Испании, после Iberia и Vueling Airlines, выполняющая в основном внутренние рейсы между северной и западной Европой и на курорты Канарских и Балеарских островов. Является членом авиаальянса SkyTeam. Входит в группу компаний «Globalia». Штаб-квартира компании расположена в городе Льюкмайор на острове Мальорка.
Базируется в аэропорту Пальма-де-Мальорка, а своим крупнейшим хабом располагает в мадридском аэропорту Барахас.

## История
Air Europa была основана в 1986 году (зарегистрированная в Испании и известная ранее как «Air España SA») как часть британской компании ILG-Air Europe Group. Air Europa стала первой частной испанской авиакомпанией, которая начала осуществлять регулярные внутренние перевозки (кроме чартерных рейсов, которые были её основным бизнесом). В июне 2005 года была проанонсирована как один из четырёх партнёров альянса SkyTeam, которые должны были вступить к 2006 году. Однако, вступление было отложено на 1 сентября 2007 года.

## Пункты назначения

Страны, куда выполняются регулярные рейсы Air Europa
Испания
Пункты назначения

К регулярным пунктам назначения «Air Europa» относятся города: Аликанте, Афины, Бадахос, Барселона, Бильбао, Буэнос-Айрес, Валенсия, Варшава, Венеция, Виго, Гавана, Гран-Канария,Гранада, Дакар, Канкун, Каракас, Краков, Лансароте, Мадрид, Малага, Марракеш, Менорка, Милан, Париж, Прага, Пунта-Кана, Пуэрто-Плата, Рим, Сальвадор-де-Байя (Бразилия), Санто-Доминго, Сантьяго-де-Компостела, Сарагоса, Севилья, Тель-Авив, Тенерифе, Ивиса, Фуэртевентура.
Также авиакомпания выполняет рейсы дальнего следования из Мадрида в страны Северной и Южной Америки и Вест-Индию.
В России Air Europa также осуществляет свою деятельность, выполняя сезонные летние рейсы в Барселону из аэропортов Москвы, Уфы, Минеральных Вод, Самары, Екатеринбурга, Челябинска, Нижнего Новгорода, Перми, Ростова-на-Дону, Краснодара и Белгорода.

### Код-шеринговые соглашения
В основном код-шеринговые соглашения Air Europa имеет с своими партнёрами по альянсу SkyTeam, а именно со следующими авиакомпаниями:
| - Аэрофлот - AeroMexico - Alitalia | - Delta Air Lines - KLM - TAROM |

В мае 2017 года авиакомпания Air Europa заключила код-шеринговое соглашение с крупнейшим лоукост-перевозчиком Европы авиакомпанией Ryanair.

## Флот

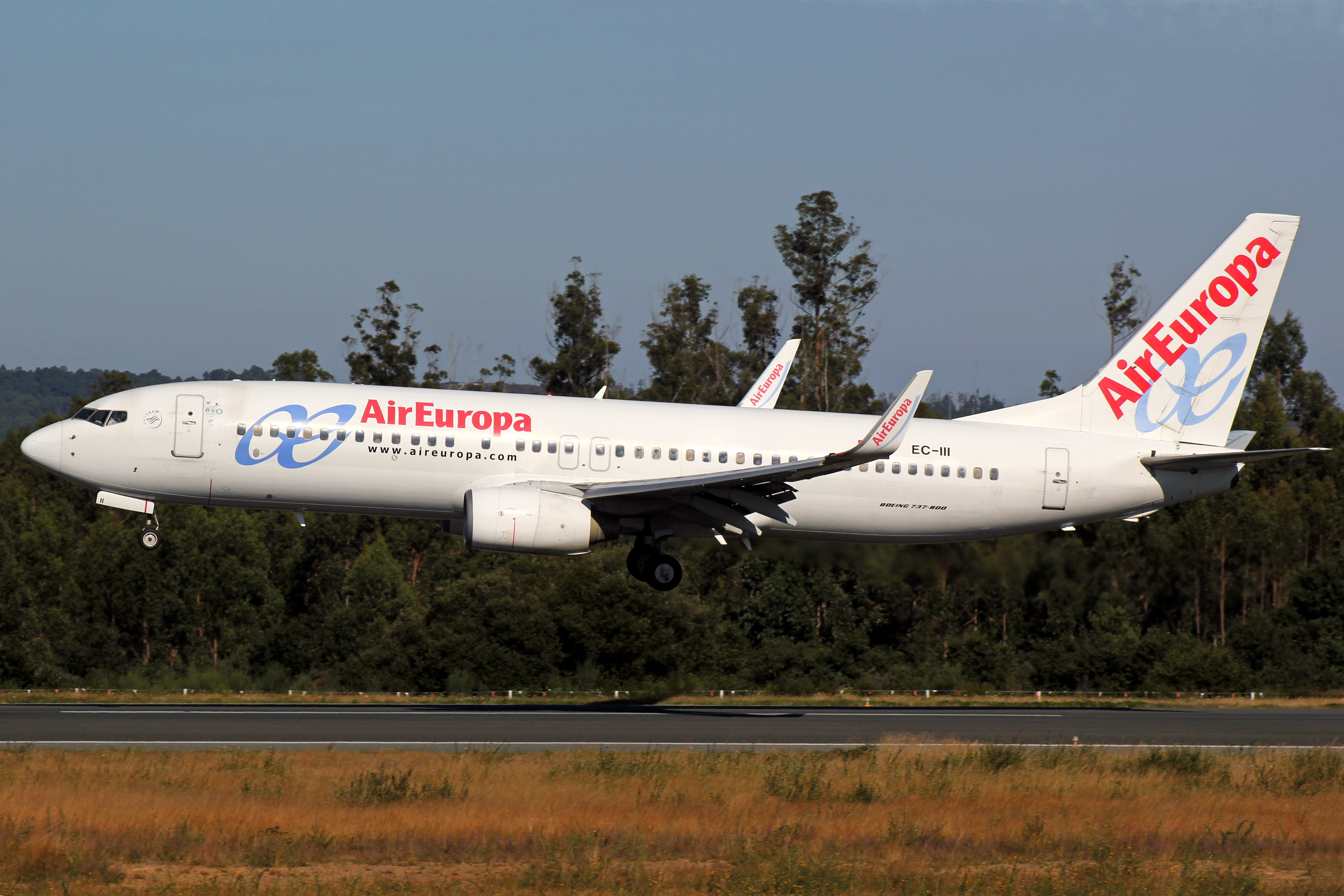
Boeing 737-800 Air Europa заходит на посадку.

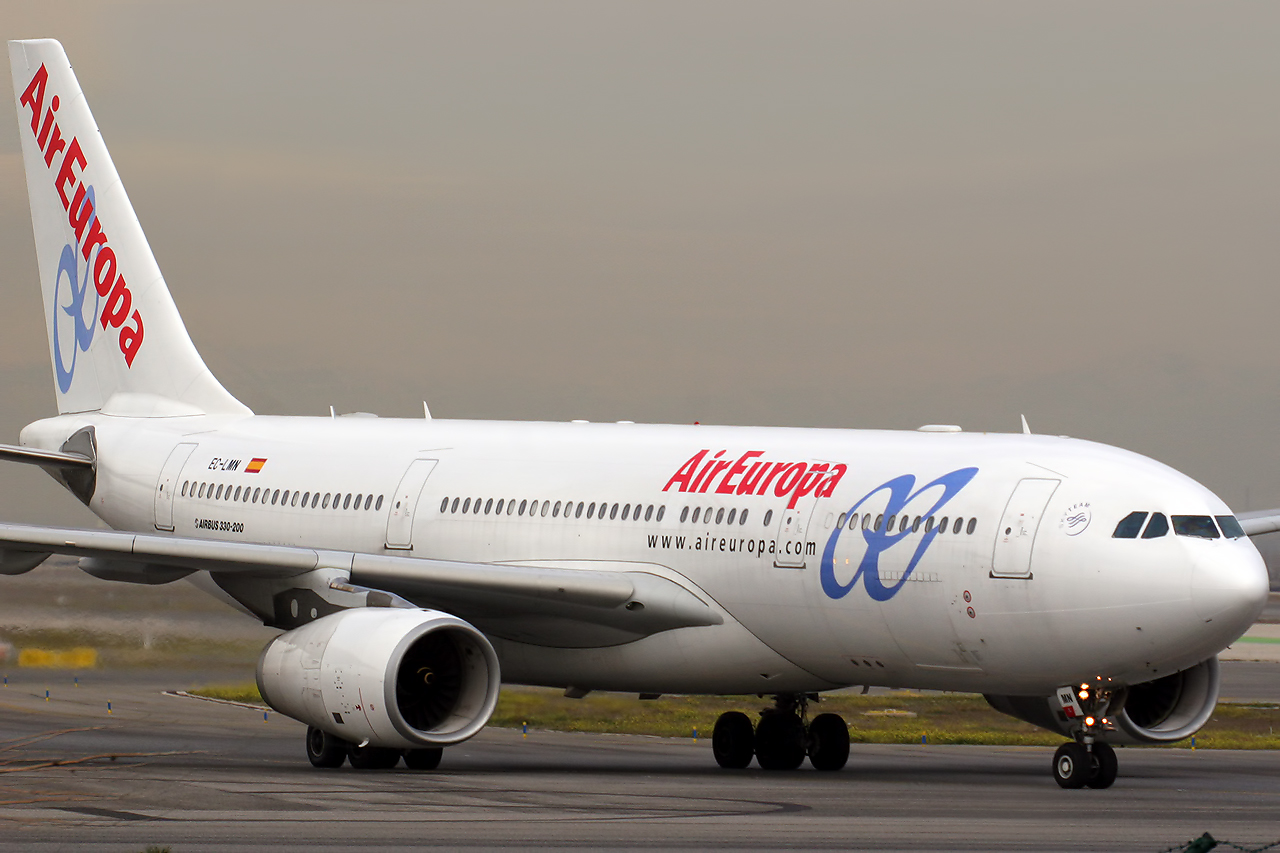
Airbus A330-200 Air Europa в аэропорту Барахас.

По состоянию на июль 2021 года средний возраст всего флота авиакомпании составляет 6,8 лет и состоит из следующих самолётов:
Также ранее авиакомпанией использовались самолёты: Airbus A340-200, Boeing 737 моделей -300, -400 и -600, Boeing 757-200, Boeing 767 моделей -200 и -300 и ATR 42, Embraer 190/195.